# Selaincourt
Selaincourt est une commune française située dans le département de Meurthe-et-Moselle en région Grand Est.

## Géographie

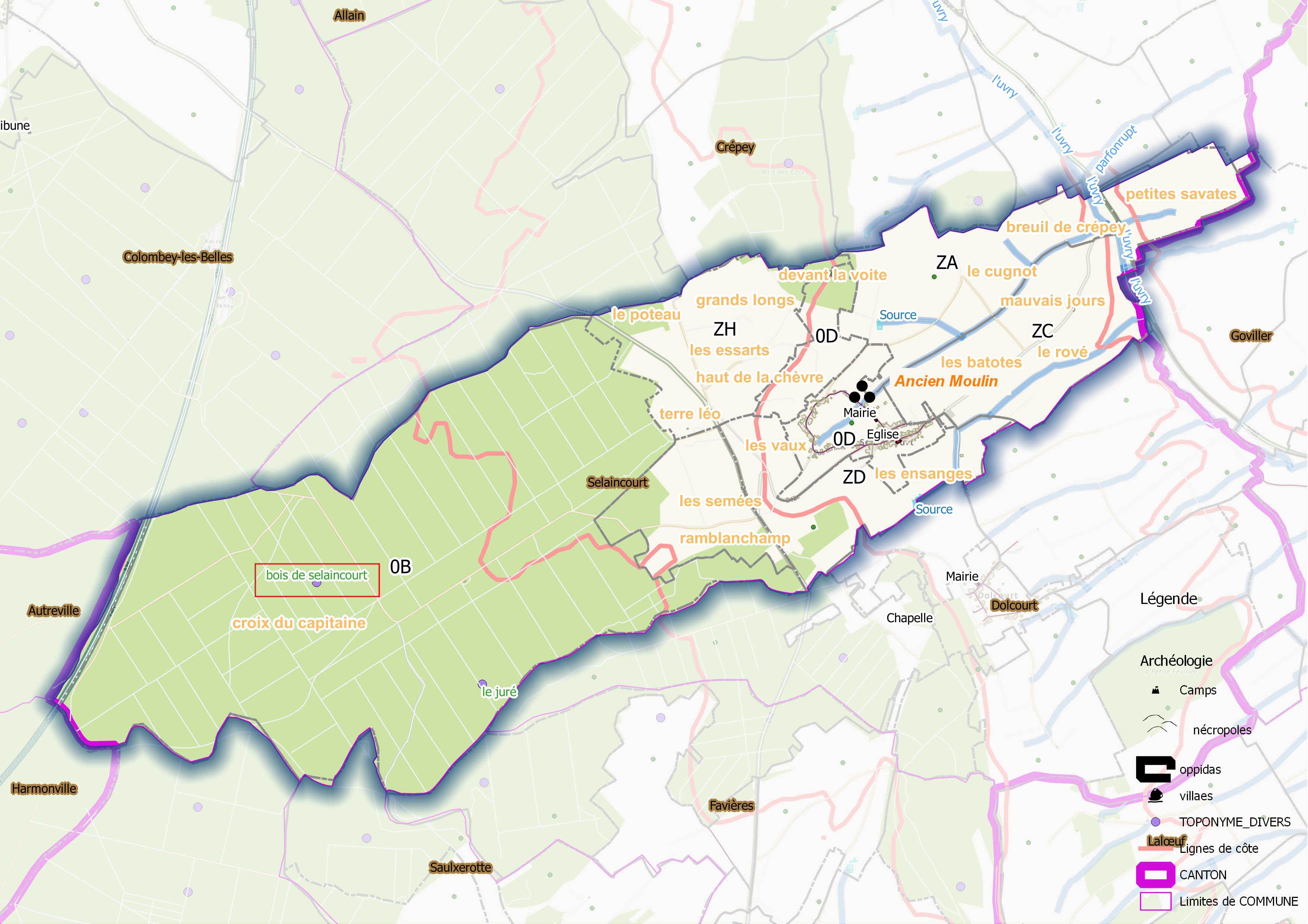
Fig. 1 - Selaincourt (ban communal).

Le territoire communal d'une superficie de 1112 hectares est arrosé par le ruisseau d'Uvry. D'après les données Corine land Cover, il comportait en 2011, 37 % de forêts, 23% de zones agricoles et 40 % de prairies et milieux arbustifs. Il est desservi par la route départementale n° 12 venant de Colombey. (Fig. 1)
Communes limitrophes
| "Colombey-les-Belles" | Crépey                          |            |
| "Autreville (Vosges)" | Selaincourt                     | "Goviller" |
| Saulxerotte           | "Favières (Meurthe-et-Moselle)" | Dolcourt   |

### Hydrographie
La commune est traversée par la ligne de partage des eaux entre les bassins versants du Rhin et de la Meuse au sein du bassin Rhin-Meuse. Elle est drainée par le ruisseau d'Uvry,.
Le ruisseau d'Uvry, d'une longueur de 13 km, prend sa source dans la commune de Crépey et se jette  dans le Brénon à Vézelise, après avoir traversé sept communes. 

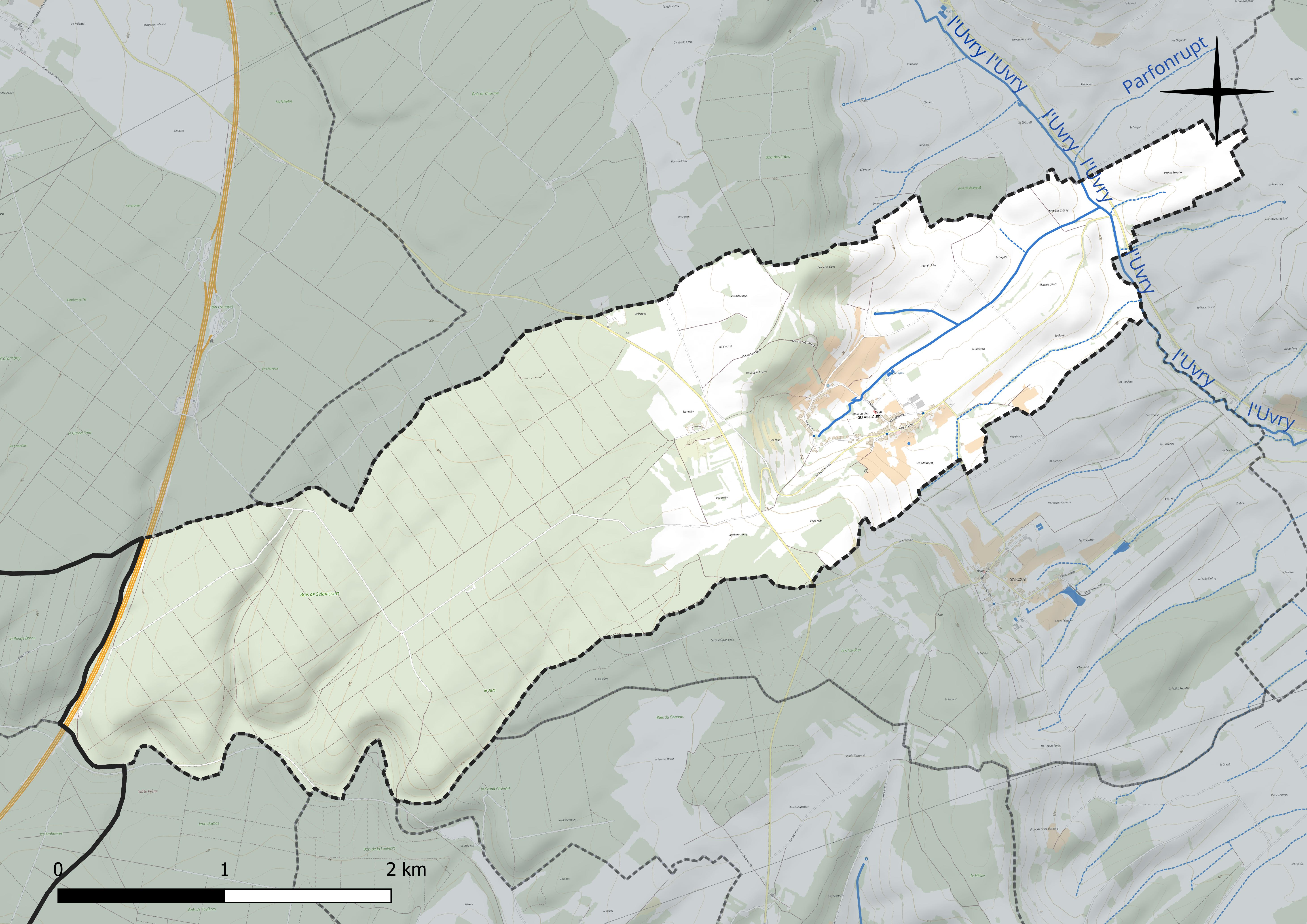
Réseau hydrographique de Selaincourt.

### Climat
Pour des articles plus généraux, voir Climat du Grand Est et Climat de Meurthe-et-Moselle.
En 2010, le climat de la commune est de type climat des marges montargnardes, selon une étude du Centre national de la recherche scientifique s'appuyant sur une série de données couvrant la période 1971-2000. En 2020, Météo-France publie une typologie des climats de la France métropolitaine dans laquelle la commune est dans une zone de transition entre le climat océanique altéré et le climat océanique altéré et est dans la région climatique  Lorraine, plateau de Langres, Morvan, caractérisée par un hiver rude (1,5 °C), des vents modérés et des brouillards fréquents en automne et hiver. 
Pour la période 1971-2000, la température annuelle moyenne est de 9,5 °C, avec une amplitude thermique annuelle de 17 °C. Le cumul annuel moyen de précipitations est de 899 mm, avec 12,4 jours de précipitations en janvier et 9,5 jours en juillet. Pour la période 1991-2020, la température moyenne annuelle observée sur la station météorologique de Météo-France la plus proche, « Nancy-Ochey », sur la commune d'Ochey à 9 km à vol d'oiseau, est de 10,5 °C et le cumul annuel moyen de précipitations est de 810,4 mm. 
La température maximale relevée sur cette station est de 39,6 °C, atteinte le 25 juillet 2019 ; la température minimale est de −19,1 °C, atteinte le 12 janvier 1987,,. 
Les paramètres climatiques de la commune ont été estimés pour le milieu du siècle (2041-2070) selon différents scénarios d'émission de gaz à effet de serre à partir des nouvelles projections climatiques de référence DRIAS-2020. Ils sont consultables sur un site dédié publié par Météo-France en novembre 2022.

## Urbanisme

### Typologie
Au 1er janvier 2024, Selaincourt est catégorisée commune rurale à habitat dispersé, selon la nouvelle grille communale de densité à sept niveaux définie par l'Insee en 2022.
Elle est située hors unité urbaine. Par ailleurs la commune fait partie de l'aire d'attraction de Nancy, dont elle est une commune de la couronne,. Cette aire, qui regroupe 353 communes, est catégorisée dans les aires de 200 000 à moins de 700 000 habitants,.

### Occupation des sols
L'occupation des sols de la commune, telle qu'elle ressort de la base de données européenne d’occupation biophysique des sols Corine Land Cover (CLC), est marquée par l'importance des forêts et milieux semi-naturels (60,9 % en 2018), une proportion identique à celle de 1990 (60,9 %). La répartition détaillée en 2018 est la suivante : 
forêts (36,6 %), milieux à végétation arbustive et/ou herbacée (24,3 %), terres arables (16,8 %), prairies (15,3 %), zones agricoles hétérogènes (7 %). L'évolution de l’occupation des sols de la commune et de ses infrastructures peut être observée sur les différentes représentations cartographiques du territoire : la carte de Cassini (XVIIIe siècle), la carte d'état-major (1820-1866) et les cartes ou photos aériennes de l'IGN pour la période actuelle (1950 à aujourd'hui).

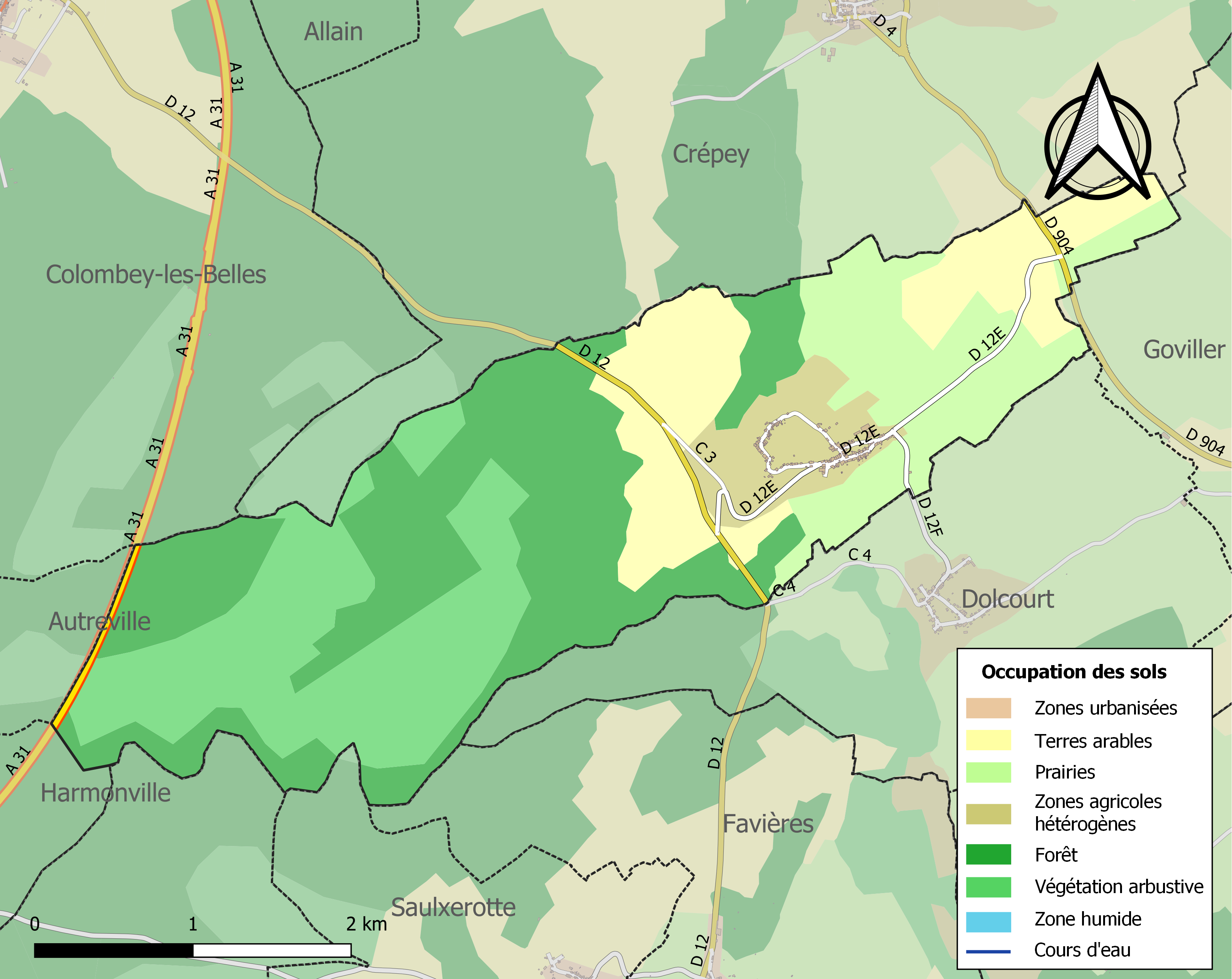
Carte des infrastructures et de l'occupation des sols de la commune en 2018 (CLC).

## Toponymie
Siglini curtis (836) ; Siclini curtis, Silini curtis cum ecclesia (936) ; Siliencourt (1267) ; Villa de Slaincourt (1359) ; Selaincuria, Silaincuria (1402) ; Silencourt (1408) ; Sellancourt (1476) ; Sellincourt (1487) ; Sellaincourt (1500) ; sont les différentes graphies recensées par le dictionnaire topographique de la Meurthe.

## Histoire
Une présence gallo-romaine est probable comme l'indique Beaupré dans son ouvrage en citant les découvertes d'Étienne Olry :
«Selaincourt (c. de Colombey). — Aux Tuilottes, vestiges d'habitations gallo-romaines.» 
Selon l'abbé Grosse, Ce village répondait au bailliage de Nancy, ensuite au bailliage de Vézelise, office de Gondreville, généralité et parlement de Nancy, avec les coutumes de Lorraine : l'abbé de Saint.-Epvre était seigneur de Selaincourt, qui en possédait donc une rente.

## Politique et administration
| Période                                  | Période      | Identité         | Étiquette | Qualité |
| ---------------------------------------- | ------------ | ---------------- | --------- | ------- |
| Les données manquantes sont à compléter. |              |                  |           |         |
| mars 2001                                | février 2006 | Claude Nicole    |           |         |
| février 2006                             | mai 2020     | Francis Vallance |           |         |
| mai 2020                                 | En cours     | Pierre Davouse   |           |         |

## Démographie
L'évolution du nombre d'habitants est connue à travers les recensements de la population effectués dans la commune depuis 1793. Pour les communes de moins de 10 000 habitants, une enquête de recensement portant sur toute la population est réalisée tous les cinq ans, les populations de référence des années intermédiaires étant quant à elles estimées par interpolation ou extrapolation. Pour la commune, le premier recensement exhaustif entrant dans le cadre du nouveau dispositif a été réalisé en 2008.

En 2022, la commune comptait 187 habitants, en évolution de +5,65 % par rapport à 2016 (Meurthe-et-Moselle : −0,13 %, France hors Mayotte : +2,11 %).
| 1793 | 1800 | 1806 | 1821 | 1831 | 1836 | 1841 | 1846 | 1851 |
| ---- | ---- | ---- | ---- | ---- | ---- | ---- | ---- | ---- |
| 452  | 494  | 532  | 486  | 520  | 563  | 585  | 586  | 579  |

| 1856 | 1861 | 1872 | 1876 | 1881 | 1886 | 1891 | 1896 | 1901 |
| ---- | ---- | ---- | ---- | ---- | ---- | ---- | ---- | ---- |
| 547  | 511  | 463  | 467  | 439  | 418  | 406  | 374  | 331  |

| 1906 | 1911 | 1921 | 1926 | 1931 | 1936 | 1946 | 1954 | 1962 |
| ---- | ---- | ---- | ---- | ---- | ---- | ---- | ---- | ---- |
| 316  | 306  | 242  | 210  | 205  | 210  | 192  | 178  | 150  |

| 1968 | 1975 | 1982 | 1990 | 1999 | 2006 | 2008 | 2013 | 2018 |
| ---- | ---- | ---- | ---- | ---- | ---- | ---- | ---- | ---- |
| 132  | 111  | 123  | 143  | 182  | 187  | 189  | 178  | 184  |

| 2022 | - | - | - | - | - | - | - | - |
| ---- | - | - | - | - | - | - | - | - |
| 187  | - | - | - | - | - | - | - | - |

## Économie
E Grosse  indique, en 1836, dans son dictionnaire statistique, quelques chiffres économiques : Territ: 1071 hect., dont 572 en forêts, 4o6 en labours, 51 en près et 23 en vignes, de qualité médiocre.(cf. carte historique du vignoble lorrain) et mentionne l'existence d'un moulin et d'une carrière :
«Ce village possède un moulin à grains d'un bon rapport ; il y a un marchand de bois et une carrière de pierres de taille..» (Fig1)

### Secteur primaire ouAgriculture
Le secteur primaire comprend, outre les exploitations agricoles et les élevages, les établissements liés à l’exploitation de la forêt et les pêcheurs.
D'après le recensement agricole 2010 du Ministère de l'agriculture (Agreste), la commune de Selaincourt était majoritairement orientée sur la production de bovins  (auparavant polyculture et poly-élevage) sur une surface agricole utilisée d'environ 224 hectares (inférieure à la surface cultivable communale) en nette baisse depuis 1988 - Le cheptel en unité de gros bétail s'est réduit de 350 à 250 entre 1988 et 2010. Il n'y avait plus que 2 exploitations agricoles ayant leur siège dans la commune employant 3 unités de travail, (3 exploitations/7 unités de travail en 1988).

## Culture locale et patrimoine

### Lieux et monuments
- Oratoire de 1947 en commémoration de la Libération.
- Église Saint-Epvre du XVIIIe siècle.
- Monument aux morts, Première (1914-1918) et Seconde Guerre mondiale (1939-1945).

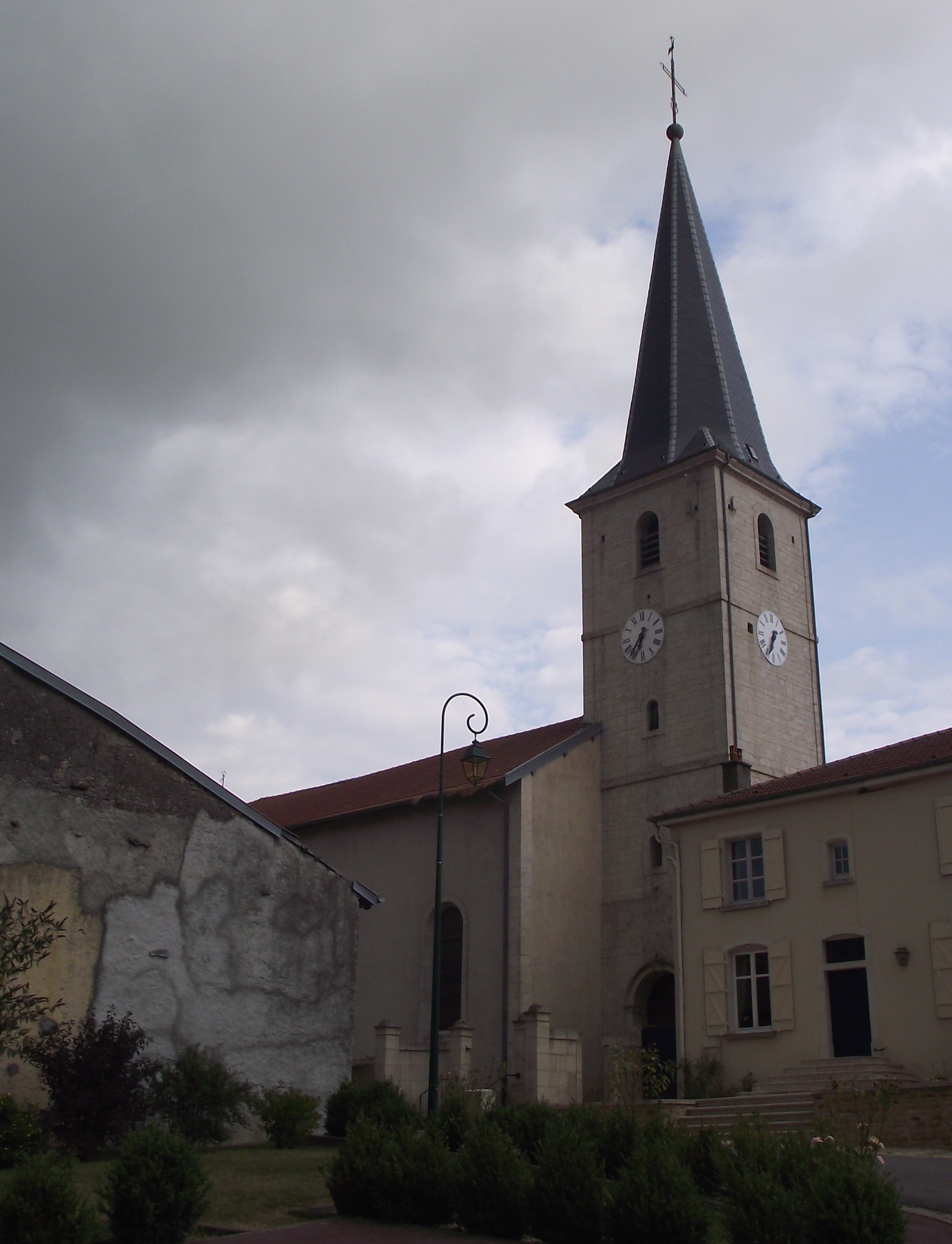
Église de Selaincourt vue du porche.
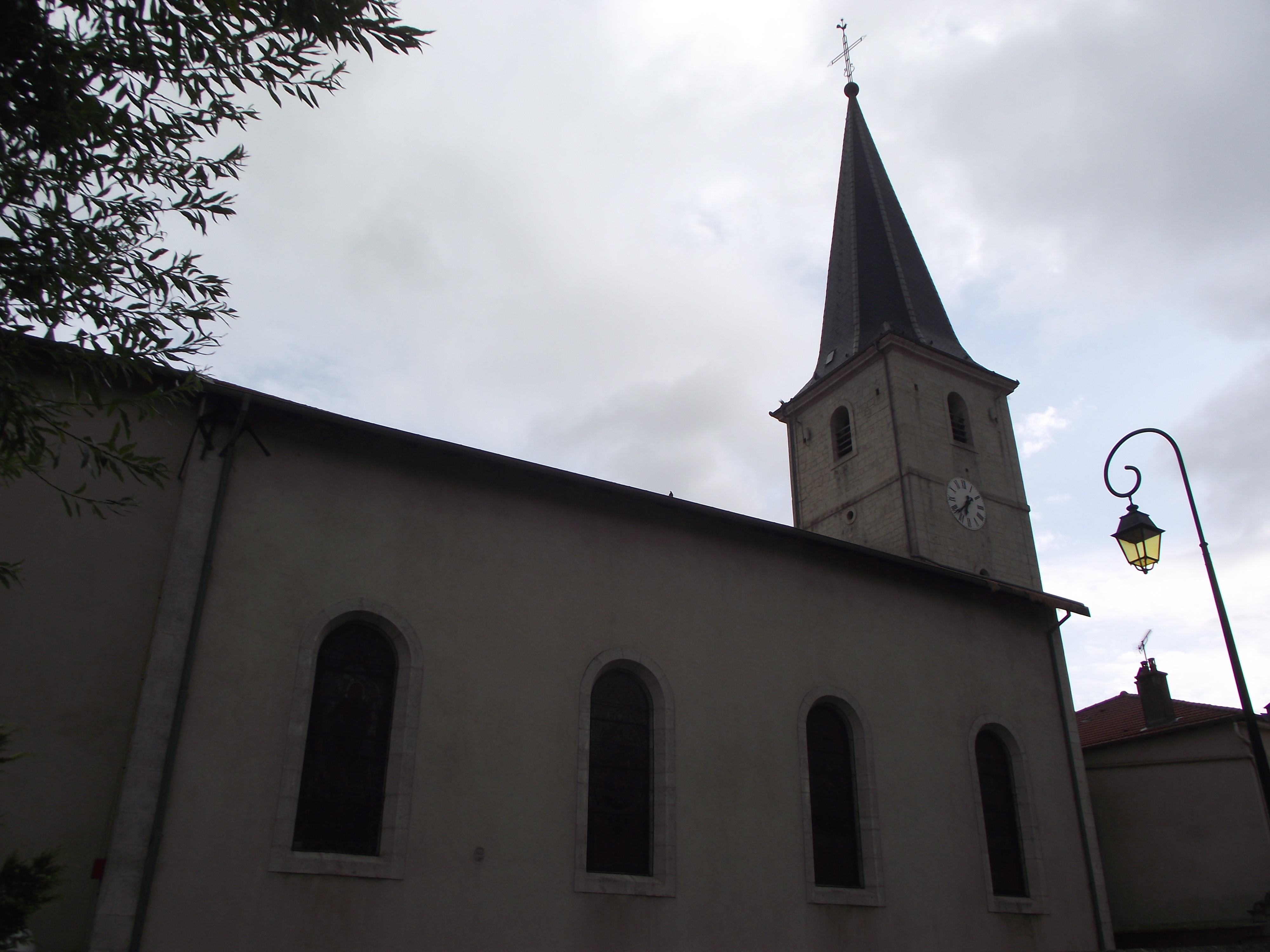
Église de Selaincourt vue de côté.
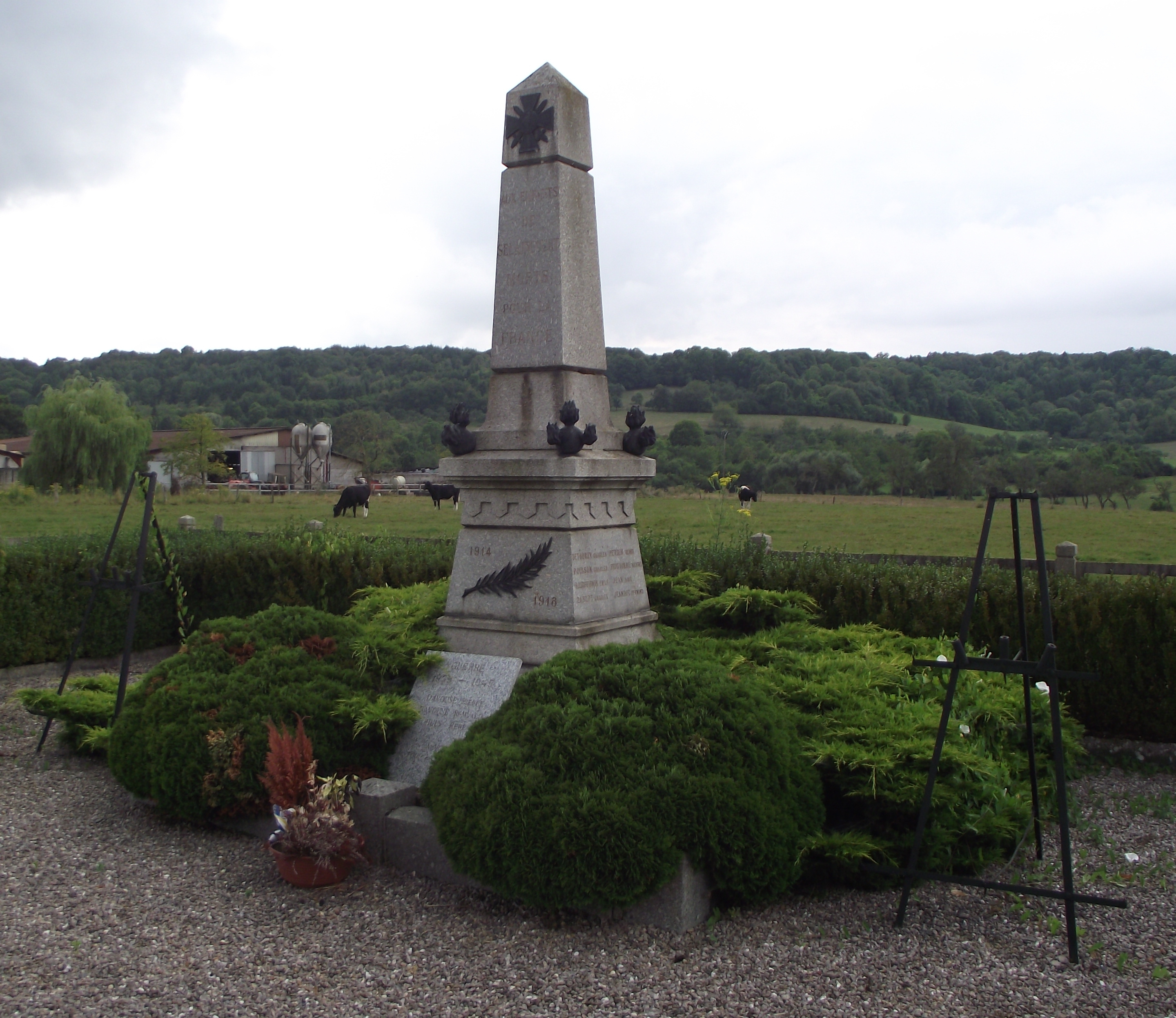
Monuments aux morts.

### Personnalités liées à la commune
- Joseph Houbault, né en 1797 à Vitrey. Ordonné le 24 juin 1826. Vicaire à Thiaucourt en 1826. Curé à Gezoncourt en 1828. Curé à Selaincourt en janvier 1831. Décédé le 16 décembre 1855. Enterré devant le portail de l'église.

### Héraldique
| Blason de Selaincourt | Blason  | Blasonnement : parti ondé de deux pièces alternées, la première à dextre de gueules et d'or, au chef de sinople chargé d'une hure de sanglier d'argent accostée de deux roues de moulin d'or.                                     |
| Blason de Selaincourt | Détails | La partition en S évoque la forme du village et son initiale. Il y avait deux moulins à Selaincourt. Les sangliers sont particulièrement abondants dans les forêts de la commune. Blason adopté par la commune en septembre 2011. |